# ほぼトワイライト
『ほぼトワイライト』（原題: Vampires Suck）は、2010年のアメリカ映画。日本では劇場未公開で、2011年3月18日にビデオソフトが発売された。

## 概要
通算5作目となるジェイソン・フリードバーグとアーロン・セルツァーのコンビによるパロディ映画である。邦題にもなっている『トワイライトシリーズ』をベースに、様々な映画作品をパロディのネタにしている。

## あらすじ
父親が住むスポークスに越して来た女子高生のベッカは、ファンデーションで顔を青白く塗ったエドワードと恋に落ちる。
エドワードの正体はヴァンパイアであり、ベッカを襲うことを危惧して姿を消してしまう。傷心のベッカの前に彼女に想いを寄せる幼馴染のジェイコブが現れるが、ジェイコブは日に日に体毛を増やしてチワワに変身する。
エドワードとジェイコブの間で揺れ動くベッカは、アイリスにエドワードの危機を知らされる。なんとかプロム会場に辿り着いたベッカの前に立ち塞がったのは、エドワードとジェイコブの熱狂的ファンの派閥争いだった。

## キャスト
- ベッカ: ジェン・プロスク（吹替：竹田まどか）
- エドワード: マット・ランター（吹替：川田紳司）
- ジェイコブ: クリス・リッジ（吹替：四宮豪）
- フランク: ディードリック・ベーダー (吹替：入江崇史)
- ジェニファー: アンリーズ・ファン・ダー・ポール（吹替：雨蘭咲木子）
- ダロ: ケン・チョン（吹替：千葉繁）
- アイリス: ケルシー・フォード (吹替：嶋村侑)
- ボビー: アイク・バリンホルツ (吹替：石井隆夫)
- エデン: クリスタ・フラナガン
- Dr.カールトン: ジェフ・ウィツケ
- レイチェル: アリエル・ケベル
- ジャック: チャーリー・ウェバー
- その他の声の吹き替え：粟野志門／河相智哉／中川慶一／平野夏那子／遠藤大智／新田英人／広田みのる／榊原奈緒子

## 評価
北米では2010年8月18日水曜日に公開され、初日のみで401万6858ドルを稼いだ。公開初週末3日間で1220万2831ドルを稼ぎ、2週目の『エクスペンダブルズ』に次いで週末興行収入二位となった。
Rotten Tomatoesでの評論家の支持率は4%（74名中3名）で、平均点は10点満点で2.2点である。Metacriticでは17のレビュー中批判的なものが13で、平均点は100点満点中18点だった。『ローリング・ストーン』誌の評論家のピーター・トラヴァースは4つ星満点で星0個を付け、本文には "This movie sucks more." とだけ書いた。